# Husmandsfinten
Husmandsfinten (eng.: Scissors eller step over) er en teknisk detalje/en dribling i fodbold. Finten består i, at en spiller snyder en forsvarende spiller ved at bevæge sig i en anden retning, end hvad den forsvarende spiller forventer og udføres således:
1. Løb fremad med bolden
2. Træd over bolden med den ene fod (yderside af fod tættest på bold)
3. Lav et "cut" med ydersiden af den anden fod
4. Accelerer væk fra modstanderen

Der er flere teorier om, hvem "opfandt" husmandsfinten. En teori nævner, at finten er opfundet af den hollandske spiller Lawrence "Law" Adam, som var kendt for den.[kilde mangler] Lawrence havde øgenavnet "Adam the Scissorsman" i slutningen af 1920'erne og de tidlige 1930'ere. I bogen "Når kragerne flyver" beskriver øjenvidne Max Colthoff dette trick, som Law udførte. En anden ophavsmand hævdes at være den italienske spiller Amedeo Biavati, der i 1930'erne benyttede finten.
Finten blev gjort populær internationalt i midten af 1990'erne af brasilianske Ronaldo.

## Danmark
I Danmark er husmandsfinten associeret med Ulrik le Fevre, der var aktiv fodboldspiller i 1960'erne og 1970'erne, og som ifølge DBU skabte finten i dansk fodbold i form af et langt glidende træk på venstrekanten forbi en modstander.

## Eksterne links
- Husmandsfinten demonstreret

| Fodbold | Spire Denne artikel om fodbold er en spire som bør udbygges. Du er velkommen til at hjælpe Wikipedia ved at udvide den. |